# Alessandro
Alessandro je moško osebno ime. Italijanska oblika imena Aleksander.

## Izvor imena
V Sloveniji je ime Alessandro različica moškega osebnega imena Aleksander.

## Tujejezikovna oblika imena
- pri Italijanih: Alessandro
- pri Slovencih: Aleksander

## Pogostost imena
Po podatkih Statističnega urada Republike Slovenije je bilo na dan 31. decembra 2007 v Sloveniji število moških oseb z imenom Alessandro: 29.

## Osebni praznik
Osebe z imenom Alessandro lahko godujejo takrat kot osebe z imenom Aleksander.